# Scheienkopf

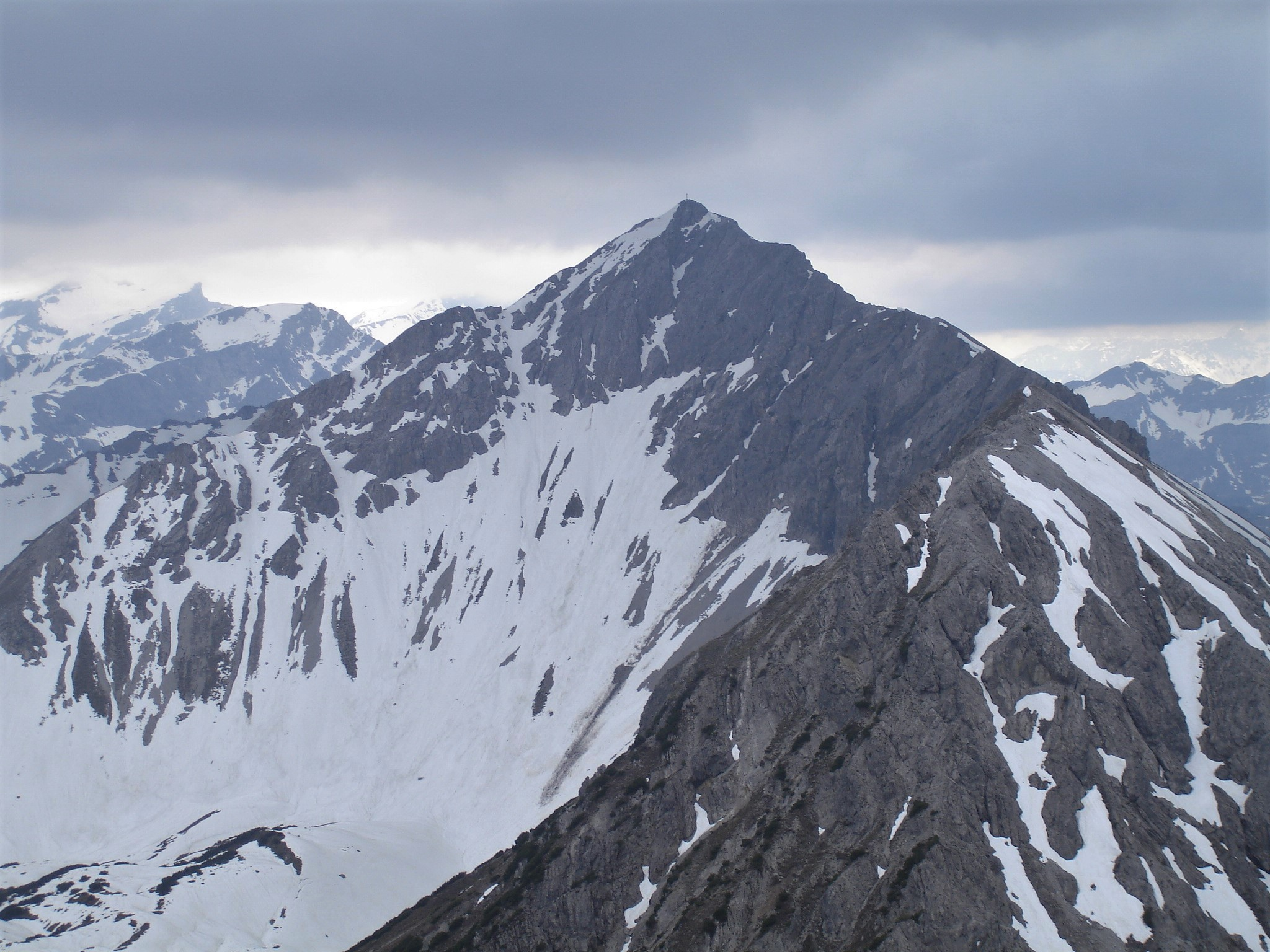
Blick vom Scheienkopf zum Ochsenkopf

Der Scheienkopf, in der Schweiz Scheiakopf genannt, ist ein 2159 m hoher Berg im Rätikon.

## Lage

### Politische Lage
Der Scheienkopf liegt politisch im österreichischen Bundesland Vorarlberg an der Grenze zu Liechtenstein. Die Grenze zu Liechtenstein ist 58 m westlich des Gipfels an einem Nebengipfel. Der Gipfel liegt in der Gemeinde Nenzing, Bezirk Bludenz. Die Westflanke liegt im Liechtensteiner Oberland, Gemeinde Balzers.

### Gebirge
Der Scheienkopf liegt im Zentrum der Galina-Gruppe, einer Untergruppe des Rätikons in den Ostalpen. Am Scheienkopf treffen sich der Hauptgrat der Galina-Gruppe und der nordöstliche Seitengrat mit dem Inneren Älpelekopf (2122 m), dem Äußeren Älpelekopf (2063 m) und dem Eckskopf (1563 m).
Der Hauptgrat führt entlang der Staatsgrenze nach Süden über das Bettlerjöchle (2028 m) zum Ochsenkopf (2286 m). Auf der anderen Seite führt der Hauptgrat zuerst nach Nordwesten, dann nach Norden zum Mattlerjoch (1867 m), Guschgfieljoch (1862 m), Wurmtalkopf (2006 m) und Galinakopf (2198 m).

### Täler und Gewässer
Der Scheienkopf ist eine Wasserscheide für drei Gewässer und drei Täler.
Im Südosten liegt das Gamperdonatal mit der Meng. Im Norden liegt das hintere Gamptal mit dem Gampbach, der später in die Meng mündet. Die Westseite wird vom Valorsbach entwässert, der später in die Samina mündet. Die entsprechenden Täler sind das Valorschtal und das Saminatal.

## Umgebung
Nördlich, am Fuße des Scheienkopfs liegt die Mattleralpe im hintersten Gamptal. Von dort führt ein Wanderweg zum Mattlerjoch und weiter nach Liechtenstein. Ein etwas schwieriger Weg führt auf das Guschgfieljoch. Zur Mattleralpe kommt man über Vordergamp und die Innergampalpe.
Südöstlich liegt die Ochsenalpe, erreichbar über den Forstweg Ochsalpweg vom Gamperdonatal aus. Der Weg darf nur für die Land- und Forstwirtschaft benutzt werden.
Auf der Liechtensteiner Seite liegt die Matta Alpe.
Der nächste dauerhaft bewohnte Ort ist Malbun, in 3,4 km Entfernung (Luftlinie).

## Bergsteigen
Es führt kein Wanderweg auf den Scheienkopf, nur geübte Bergsteiger sollten den Berg besteigen. Laut Liechtensteiner Alpenverein hat der Berg den Schwierigkeitsgrad T3. Mehrere Tourenberichte sprechen aber von Schwierigkeitsgrad T4. Zudem wird vor brüchigem Fels und viel Geröll gewarnt.